# Oye-et-Pallet
Oye-et-Pallet település Franciaországban, Doubs megyében. Lakosainak száma 714 fő (2022. január 1.). Oye-et-Pallet Granges-Narboz, La Cluse-et-Mijoux, Les Grangettes, Malpas, Montperreux és La Planée községekkel határos.

## Népesség
A település népességének változása:
| Lakosok száma | 332  | 369  | 467  | 667  | 716  | 726  | 726  | 728  | 725  | 714  |
|               | 1968 | 1982 | 1990 | 2006 | 2013 | 2015 | 2017 | 2019 | 2020 | 2022 |